# Roupala mayana
Roupala mayana är en tvåhjärtbladig växtart som beskrevs av Cyrus Longworth Lundell. Roupala mayana ingår i släktet Roupala och familjen Proteaceae. Inga underarter finns listade i Catalogue of Life.